# Dealu Frumos (Felsőgirda község)
Dealu Frumos falu Romániában, Erdélyben, Fehér megyében.

## Fekvése
Biharia mellett fekvő település.

## Története
Dealu Frumos egyike az Erdélyi-középhegység magasabb régióiban fekvő apró, pár házból álló elszórt településeknek.[forrás?] A falucska korábban Biharia része volt, 1956 körül vált önálló településsé 117 lakossal. 1966-ban 120, 1977-ben 119, 1992-ben 103, a 2002-es népszámláláskor pedig 73 román lakosa volt.